# Radina Vas
 Radina Vas  falu Horvátországban, a Károlyváros megyében. Közigazgatásilag Ozalyhoz tartozik.

## Fekvése
Károlyvárostól 26 km-re, községközpontjától 11 km-re északnyugatra a Zsumberki-hegységben fekszik.

## Története
1857-ben 38, 1910-ben 58 lakosa volt. A trianoni békeszerződésig Zágráb vármegye Jaskai járásához tartozott. 2011-ben 7 lakosa volt. A vivodinai plébániához tartozott.

## Lakosság
| Lakosság változása | Lakosság változása | Lakosság változása | Lakosság változása | Lakosság változása | Lakosság változása | Lakosság változása | Lakosság változása | Lakosság változása | Lakosság változása | Lakosság változása | Lakosság változása | Lakosság változása | Lakosság változása | Lakosság változása | Lakosság változása |
| ------------------ | ------------------ | ------------------ | ------------------ | ------------------ | ------------------ | ------------------ | ------------------ | ------------------ | ------------------ | ------------------ | ------------------ | ------------------ | ------------------ | ------------------ | ------------------ |
| 1857               | 1869               | 1880               | 1890               | 1900               | 1910               | 1921               | 1931               | 1948               | 1953               | 1961               | 1971               | 1981               | 1991               | 2001               | 2011               |
| 38                 | 44                 | 61                 | 58                 | 58                 | 58                 | 48                 | 48                 | 50                 | 51                 | 47                 | 29                 | 20                 | 18                 | 7                  | 7                  |

## Nevezetességei
A faluban egy kis Szent Kereszt kápolna található.